# Konkurs Piosenki Wygraj Sukces

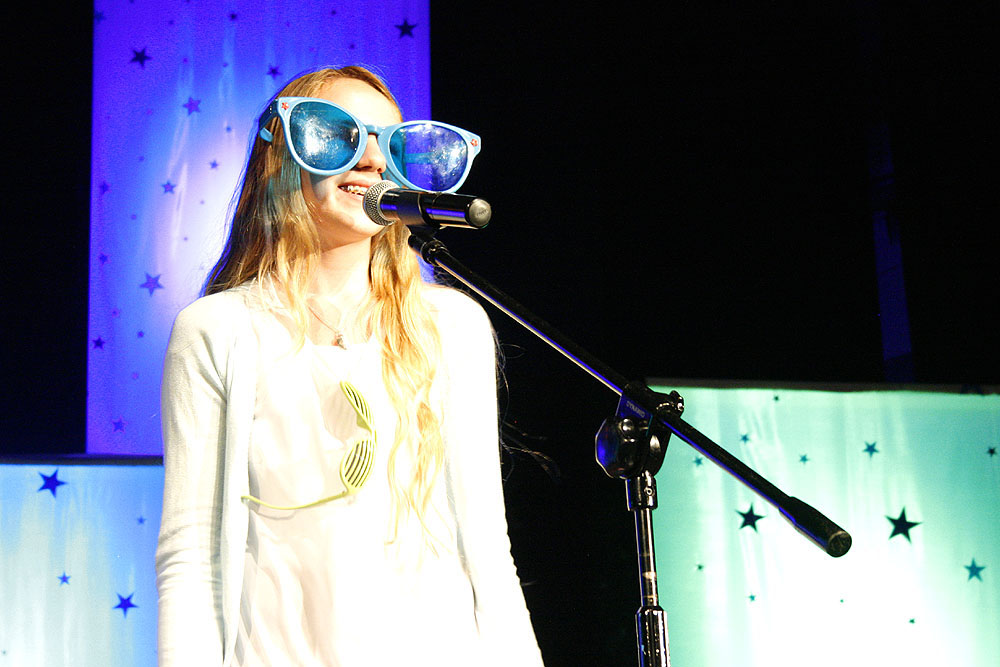
Foto: Paweł Matyka

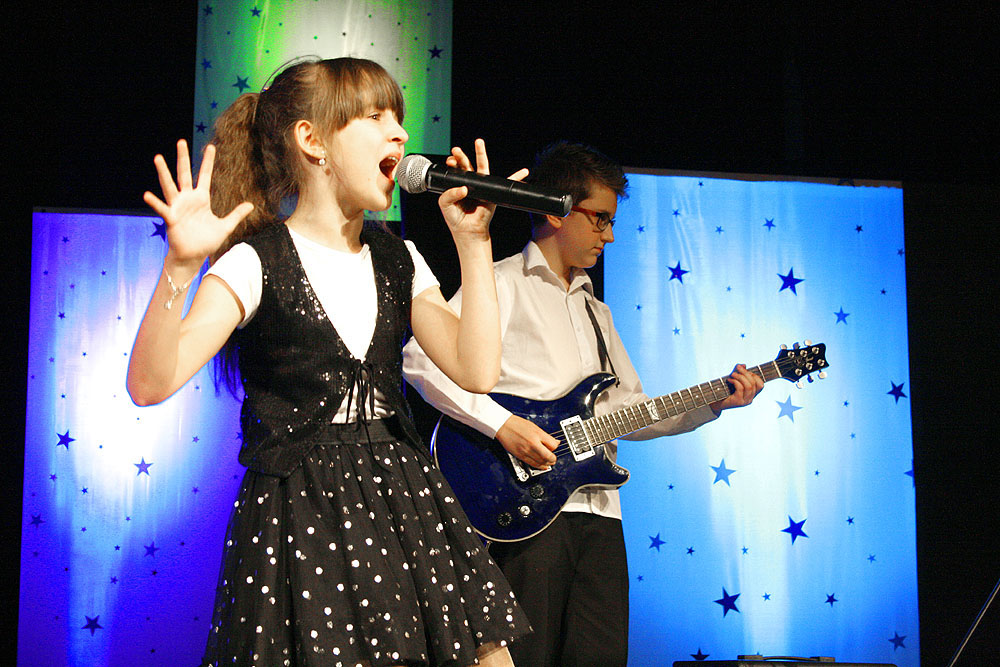
Foto: Paweł Matyka

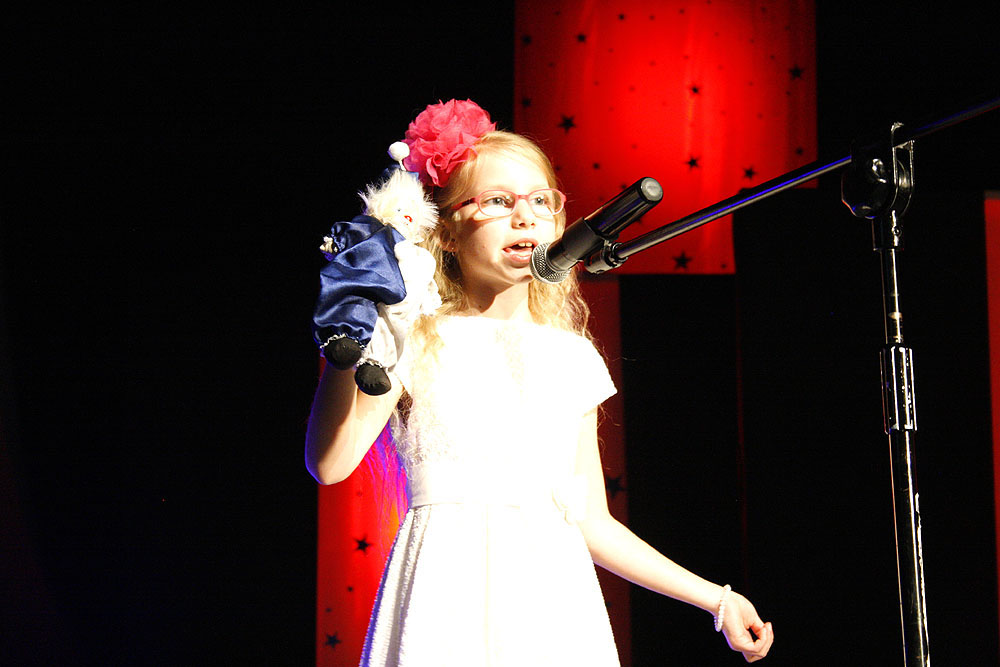
Foto: Paweł Matyka

Konkurs Piosenki Wygraj Sukces – ogólnopolski konkurs wokalny przeznaczony dla dzieci i młodzieży odbywający się od 1996 roku w Tarnobrzegu, organizowany przez Tarnobrzeski Dom Kultury, Studio Pro-Media w Tarnobrzegu, oraz kilkadziesiąt ośrodków kultury w całym kraju.

## Historia
Pomysłodawcą i dyrektorem artystycznym festiwalu jest Jarosław Piątkowski, muzyk i właściciel studia nagrań „Pro-Media”. Piątkowski zauważył, że w konkursach piosenki rzadko występują dzieci z mniejszych, wiejskich ośrodków, gdyż problemem jest dla nich zdobycie podkładu muzycznego do piosenek lub znalezienie akompaniatora. W tym celu nagrana została kaseta zatytułowana 1 Konkurs Piosenki Wygraj Sukces, na której znalazło się 8 piosenek (w większości kompozycji Piątkowskiego) w wersjach wokalno-instrumentalnej oraz instrumentalnej. Uczestnicy mieli za zadanie wykonać jeden utwór z kasety (później: płyty), a drugi dowolny. W pierwszej edycji konkursu wzięło udział ok. 250 wykonawców. Od tej pory konkurs odbywa się corocznie, a na każdy konkurs przygotowywane są płyty. W drugiej edycji wzięło udział ponad 500 wykonawców, w czwartej ich liczba przekroczyła 1000. Od kilkunastu lat w konkursie bierze udział ponad 2000 młodych wokalistów. W 2015 roku odbędzie 20 Jubileuszowy Konkurs Piosenki „Wygraj Sukces”.

## Charakterystyka
Konkurs rozpoczyna się od eliminacji wewnętrznych, organizowanych przez lokalne domy kultury. Drugi etap to eliminacje na szczeblu regionalnym. W finale, odbywającym się w Tarnobrzeskim Domu Kultury, spotyka się ponad stu młodych wokalistów, a coroczną nagrodą główną jest wyjazd do Eurodisneylandu pod Paryżem dla laureata i jego instruktora.
Obecnie konkurs jest jednym z największych w kraju, a jego laureatami byli m.in. Karolina Łukasiewicz, Bartek Okoński, Anna Rybacka, Zuzanna Madejska, Karol Kosior, Marina Łuczenko, Monika Malec, Sebastian Plewiński, Dominika Rydz, Izabela Borek, Karol Wróblewski, Łukasz Lipski, Marcelina Woźna, Aleksandra Betańska, Mateusz Wiśniewski, Krzysztof Iwaneczko, Alicja Rega, Diana Ciecierska, Agata Wietrzycka.

## Jurorzy
W jury festiwalu zasiadali m.in. Stanisław Steczkowski, Michał Juszczakiewicz, Krzysztof Herring, Elżbieta Buczyńska, Marek Bałata, Grażyna Łobaszewska, Elżbieta Skrętkowska, Elżbieta Zapendowska, Krystyna Kwiatkowska, Monika Malec, Dorota Miśkiewicz, Piotr Hajduk, Mateusz Polit, Lora Szafran, Marek Bałata, Beata Bednarz, Patrycja Gola, Dariusz Lewandowski, Anna Stępniewska, Kuba Badach i Michał Jurkiewicz Agnieszka Kowalska, Aneta Figiel, Joanna Sławińska,
W koncertach finałowych zapraszani byli tacy artyści jak: Majka jeżowska, Natalia Kukulska, Marek Bałata, Grażyna Łobaszewska, Lora Szafran, Dorota Miśkiewicz, Marek Napiórkowski czy grupa Śrubki.

## Publikacje
Oprócz płyt festiwalowych Studio Pro-Media (współorganizator konkursu) wydało kilka innych płyt: Piosenki na każdą szkolną okazję cz 1 i 2, I tak się trudno rozstać (piosenki lat dwudziestych i trzydziestych) Kolędy czy Z wysokiego nieba (kolędy i pastorałki). Płytę te nagrywali tacy muzycy, jak m.in. Robert Luty, Piotr Żaczek, Monika Malec, Jacek Królik, Leszek Szczerba, Sławomir Berny, Grażyna Łobaszewska, Robert Kubiszyn, Michał Jurkiewicz, Kamil Barański, Łukasz Kowalski, czy Anna Serafińska. Studio Pro-Media jest także dystrybutorem płyt wydanych przez DK Dorożkarnia z Warszawy. Dorożkarnia wydała następujące płyty: Maryla Rodowicz, Marek Dutkiewicza, Jarosław Kukulski, Seweryn Krajewski, Grażyna Łobaszewska, Mieczysław Szcześniak czy Jacek Cygan.